# Emanuele Naspetti
Emanuele Naspetti (Ancona, 24 de Fevereiro de 1968) é um automobilista italiano. Participou de seis grandes prêmios (GPs) de Fórmula 1 entre 1992 e 1993, não conquistando pontos.